# Léon Dumonteil
Léon Jean-Marie Dumonteil, dit Léon Dumonteil, né le 28 août 1853 à Limoges (Haute-Vienne) et mort le 12 octobre 1933 à Arras (Pas-de-Calais), est un homme politique nationaliste français.

## Biographie
Après ses études, Léon Dumonteil s'installe à Paris au Quartier latin où il fait son droit. Il effectue son service militaire au 13e chasseurs à cheval d'abord, puis un stage à l'artillerie et est affecté comme officier de réserve au 21e d'artillerie de Angoulême. Par la suite, il reprend ses études de droit et entre dans une étude d'avoué. Il devient, pendant cinq ans, secrétaire d'agréé au tribunal de commerce et après un stage réglementaire s'inscrit au Barreau de Paris en 1888.
En 1889, il est candidat Boulangiste dans la 1re circonscription de la ville Saint-Quentin et se fait largement élire par 7,197 voix contre 4,029 voix pour l'ancien maire François Hugues.
À la suite de la tentative de coup d'État du 23 février 1899 et l'arrestation de Paul Déroulède, celui-ci délègue à Dumonteil la présidence du Comité de direction du Drapeau, principal organe de la Ligue des patriotes.
Il sollicite le renouvellement de son mandat aux élections générales du 20 août 1893, mais, au premier tour, il n'arrive qu'au quatrième rang avec 2.168 voix contre 5.750 à Hugues, 3.151 à Braut et 2.692 à Touron sur 13.951 votants ; il se retire avant le second tour. Léon Dumonteil renonce alors définitivement à la vie politique et se consacre entièrement à sa profession d'avocat. Il meurt le 12 octobre 1933 à l'âge de 80 ans à Arras où il s'était retiré.

## Sources
1. ↑  « Léon Dumonteil », Le Drapeau,‎ 1er mai 1899, page 1 (lire en ligne)
2. ↑  « Elections législatives du 22 décembre 1889 », Le Temps,‎ 24 décembre 1889, page 1 (lire en ligne)
3. ↑  « Délégation de pouvoirs donné par Paul Déroulède à Léon Dumonteil », Le Drapeau,‎ 3 septembre 1899, page 3 (lire en ligne)
4. ↑  « Léon Jean-Marie Dumonteil »

- « Léon Dumonteil », dans le Dictionnaire des parlementaires français (1889-1940), sous la direction de Jean Jolly, PUF, 1960 [détail de l’édition]